# عمه حركي

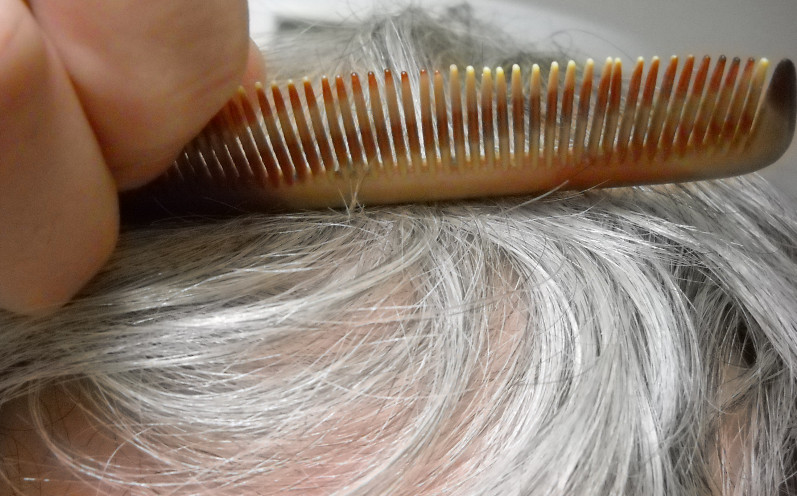
يتميز تعذر الاداء بفقدان القدرة على تنفيذ أو القيام بتعلم حركات هادفة

العمه الحركي أو تعذّر الأداء أو اللاأدائية أو الخَرَق هو خلل حركي ناتج عن تلف في الدماغ (خاصة منطقة القشرة الجدارية الخلفية)، حيث يعاني المريض من صعوبة في تخطيط سلسلة الأحداث (التحركات) للقيام بحركة ما أو عندما يطلب منه تنفيذ مهمة ما، وبالرغم من أن الأمر مفهوم وينوي المصاب القيام به. إذاً هو خلل في عملية التخطيط الحركي لا يسبب اضطراباً في التناسق، أو فقدان الحواس، أو خللًا في فهم الأوامر البسيطة (والذي يمكن تشخيصه من خلال الطلب من المريض تمييز الحركة الصحيحة من بين سلسلة حركات)، إنما ينتج من تلف في أماكن معينة في المخ. يجب التمييز بين تعذر الإرادة والترنح (فقد الانتظام) والذي يتمثل بعدم القدرة على تنسيق الحركات العضلية الإرادية، والحُبسة وهي عبارة عن اضطراب لغوي في الاستيعاب أو كليهما، فقد الإرادة على القيام بعمل أو اتخاذ قرار مناسب، الحس النازح للمقابل وهو حالة الحس في أحد الأطراف عند تنبيه الطرف المعاكس له، وخلل الأداء التنموي والذي يؤثر على التخطيط للحركة وتناسقها.

## الأنواع
هناك عدة أنواع من تعذر الأداء والتي تضم:
- تعذُر الأداء الافتكاريّ الحركي: يعاني المصاب من صعوبات في عملية تخطيط وعمل الحركات التي تعتمد على الذاكرة الدلالية، يكون المريض قادراً على وصف كيفية أداء الحركة ولكنه غير قادر على تخيّل الحركة وتنفيذها كالتظاهر بتنظيف الأسنان أو تجعد الوجه عند أكل قطعة ليمون حامض، كما أن لديه القدرة على تنفيذ الحركة تلقائيًا عندما يلقن وهذا ما يدعى عملية انفصال الأفكار عن الوعي وعملها بشكل تلقائي، على سبيل المثال لا يستطيع التقاط الجهاز الخلوي عندما يطلب منه ذلك، لكنه يستطيع التقاطه عندما يرن بدون تفكير.[6][8]
- تعذر الأداء الافتكاري / المفهومي: المريض ليس لديه القدرة على تصور المهمة أو إنهاء المهمات المتعددة الخطوات، يتألف الخلل من عدم القدرة على اختيار وتنفيذ البرنامج الحركي المناسب. على سبيل المثال: قد يقوم بتنفيذ الأعمال على نحو غير مرتب كأن يقوم بدهن قطعة الخبز بالمربى قبل تحميصها، أو كارتداء الحذاء قبل ارتداء الجوارب. يعاني المصاب أيضاً من عدم القدرة على أداء المهام المكتسبة عند إعطاءه الأدوات اللازمة للقيام بها كأن تعطيه مفك براغي فيقوم باستخدامه للكتابة كما لو كان قلمًا، كما قد يحاول تمشيط شعر أحدهم بفرشاة أسنان.[6][8]
- تعذر أداء شدقي وجهي /فموي وجهي: تعذر الأداء الافتكاري الحركي الفموي الغير لفظي ينتج عنه صعوبة في عملية تنفيذ حركات الوجه حسب الرغبة، كعدم القدرة على إغلاق الشفاه أو التصفير، ويشمل أيضًا عدم القدرة على تنفيذ الحركات الإرادية لكل من اللسان والخدود والشفاه والبلعوم والحنجرة.
- تعذر الأداء التعميري: يتضمن عدم القدرة على الرسم أو تركيب صور بسيطة كالأشكال المتقاطعة.
- تعذر الأداء بالمشية: فقد الأجزاء السفلية وظيفتها الطبيعية ألا وهي المشي، على ألا يكون حادثا بسبب خلل حركي ّ أو حسيّ.[9]
- تَعَذُّر الأداء بحركة الأطراف: صعوبة في تنفيذ الحركات الدقيقة باستخدام اليد أو القدم.
- تَعَذُّر الأداء الحَرَكِيّ العَيْنِيّ: صعوبة في تحريك العين وخاصة حركة الرمش مع حملقة العين تجاه هدف معين، وهو أحد المكونات الرئيسية الثلاثة لمتلازمة بالينت.
- تعذر أداء الكلام: صعوبة في تخطيط وتنسيق الحركات الضرورية للكلام[10] (على سبيل المثال: بطاطا يلفظها طبابا) [11]

كل نوع من هذه الأنواع قد يُكْشَف عنه في مراحل بسيطة غير معقدة، فإذا فشل الشخص في تنفيذ الأوامر بإمكانك أن تقوم بالحركة بنفسك وتطلب منه تقليدها، أو إعطاءه أداة ما (كفرشاة أسنان) وتطلب منه استخدامها.

### تعذر أداء الكلام
تعذر أداء الكلام يتضمن فقدان المقدرة على الكلام المكتسبة سابقًا. يصيب كلًا من الأطفال والبالغين الذين اكتسبوا قدرات كلامية قبل الإصابة به، ويؤثر على كلام الشخص الاختياري،  ويحدث نتيجة سكتة وورم وأمراض أو جروح عصبية. وقد يكون مصحوباً باضطرابات لغوية ويدعي الحُبسة.
الأعراض تتضمن أخطاء لفظية غير متناسقة، تلَّمُس وبحث المريض عن الحركات الفموية من أجل اتخاذ وضعية الكلام الصحيحة، ازدياد الأخطاء اللفظية مع ازدياد طول الكلمات والعبارات، ويجد المصاب لفظ الحروف المتحركة أسهل عليه من الحروف الساكنة، والحروف الساكنة المفردة أسهل من المزيج. كما يحدث عنده التمتمة، لفظ الحروف الساكنة الواقعة في آخر الكلام أسهل من الواقعة في أوله، حيث أن الحروف الواقعة في أول الكلام قد تتأثر بأخطاء متوقعة، كذلك إذا بدأ المصاب كلامه بحرف متحرك فإن عملية مواصلة الكلام ستستمر بشكل تلقائي أكثر، الحروف الاحتكاكية والصامتة الموقوفة الاحتكاكية هي أصعب صوتيات يواجه المصاب مشكلة في إنتاجها. تعذر أداء الكلام قد يصاحب أحيانًا تعذر الأداء الفموي (أثناء وجود الحركات اللفظية وأثناء عدم وجودها)، وقد يصاحب أيضاً تعذر الأداء الطرفي. خلل الأداء التنموي اللفظي يتواجد لدى الأطفال الذين لا يعانون من صعوبات في مجال أو قوة حركة المفاصل، إنما ينتج عن خلل في عملية التنسيق والتخطيط الحركي.

## الأسباب
يحدث تعذر الأداء في معظم الأحيان بسبب ضرر في النصف الأيسر من الدماغ، عادة في الفص الجبهي والجداري. قد يكون الضرر ناتجًا عن سكتة دماغية أو إصابات دماغية مكتسبة أو أمراض الانحلال العصبي كالألزهايمر أو العته أو مرض باركينسون أو هانتينقتون. يمكن للعمه أن يحدث بسبب أضرار في مناطق أخرى من الدماغ مما يشمل النصف الأيمن.
تعذر الأداء الافتكاري الحركي يحدث عادة بسبب قلة تدفق الدم إلى نصف الكرة الأيسر من الدماغ خاصة المنطقة الجدارية والباحة أمام القشرة الحركية، عادة يوجد لدى الأشخاص المصابين بانحطاط في العقد القاعدية القشرية.
تعذر الأداء الافتكاري يؤدي إلى اعتلال وظيفي في أداء النشاطات اليومية مشابه للذي يحدث في مرحلة متأخرة من الخرف، وقد تم ملاحظته في الأشخاص المصابين بضرر في النصف الأيسر من الدماغ بالقرب من المنطقة المتعلقة بالحُبسة، ونحتاج المزيد من الدراسات على تعذر الأداء الافتكاري بسبب ضرر في الدماغ.
وجود الضرر في منطقة الفص الأمامي والصدغي يعطي تفسيرًا لصعوبة التخطيط الحركي للمصاب بتعذر الأداء الافتكاري كما يفسر صعوبة تمييزه من الحُبسة. تعذر الأداء التعميري يحدث بسبب ضرر في الفص الجداري الخلفي الأيمن، وقد يحدث بسبب إصابات الدماغ أو مرض أو ورم أو أسباب أخرى تؤدي إلى ضرر في الدماغ.

## التشخيص
على الرغم من توفر دراسات نوعية وكمية، إلا أنه يوجد إجماع كاف على الأسلوب المثالي لتقييم العمه. من عيوب الأساليب المتبعة سابقًا فشلها في الارتقاء لمعايير القياسات النفسية، وتصاميم الدراسات التي يصعب ترجمتها عمليا.
اختبار قياس تعذر أداء الأطراف العلوية هو أحد الطرق لتحديد عمه الأطراف العلوية عن طريق اختبار كمّي ومعنوي للحركات الإيمائية. وبعكس حال الدراسات السابقة في تقييم العمه، نجد أنه قد تمت دراسة صحية وموثوقية لاختبار قياس عمه الأطراف العلوية بإسهاب. يشمل هذا الاختبار اختبارات فرعية يُطلب فيها من المريض تقليد حركات إيمائية لازمة (ليس لها معان رمزية) مثلا «شاور بيدك توديعا» ومتعدية «أرني كيف تستخدم المطرقة». ولتقييم كامل للعمه كثيراً ما يضاف اختبار التمييز وهو معرفة أي المهام نفذت جيداً وأيها نفذت برداءة والتعرّف وهو الإشارة إلى الأداة أو الشيء المقصود بالحركة الإيمائية.
ولكن قد لا يكون هناك ترابط قوي بين نتائج الاختبار الرسمي وواقع الأداء في الحياة اليومية أو أنشطة الحياة اليومية. وحتى يكون اختبار تقييم العمه شاملًا يجب أن يشمل الاختبار الرسمي وقياس معياري لأنشطة الحياة اليومية وملاحظة الروتين اليومي وتعبئة المريض لاستبيانات ومقابلات هادفة مع المريض وأقربائه.
وكما ذكر أعلاه، يجب عدم الخلط بين العمه واحتباس الكلام، بيد أنهما كثيرًا ما يترافقان ولهذا السبب قيل إنه إذا ظهر لدى المريض أعراض عمه الكلام فيجب الافتراض أنه مصاب أيضًا بدرجة ما من احتباس الكلام.

## العلاج
علاج تعذر الأداء يتضمن: معالجة مقوّمة للنطق، معالجة مهنيّة وعلاج طبيعي. حتى الآن لم يلاق العلاج إلا اهتمامًا قليلًا لعدة أسباب منها ميل المرض للاختفاء تلقائيٍا في الحالات الوجيزة، بالإضافة إلى الطبيعة التحللية الطوعية التلقائية للأعمال التي يتم من خلالها الحكم على الشخص بأنه مصاب بتعذر الأداء، حيث يبقى لدى المريض القدرة على القيام بها رغم إصابته بالمرض في حال تلقينه إياها. ومع ذلك، فإن الأبحاث تشير إلى أن الأفراد الذين يعانون من تعذر الأداء لديهم استقلال وظيفي أقل في حياتهم اليومية، وهذا دليل على أن استخدام العلاج نادر. مع ذلك فإن دراسة لمراجعة علاج تعذر الأداء حتى وقتنا الحاضر بينت أنه بالرغم من أن العلاج في مراحله الأولى، هناك جوانب محددة يجب أن يتضمنها العلاج. إحدى هذه الوسائل هي: العلاج التأهيلي والذي يؤثر بشكل إيجابي على تعذر الأداء وأنشطة الحياة اليومية. يتألف العلاج التأهيلي من 12 إشارة سياقية مختلفة تُستخدم لتعليم المصابين كيفية أداء حركات إيمائية متشابهة تحت ظروف سياقية مختلفة. دراسات أخرى توصي بنماذج مختلفة من المعالجة الإيمائية، حيث بواسطتها يُؤمر المريض بعمل إيماءات (ذات معنى أو بدون باستخدام الأشياء أو بدونها) مع تخفيف تدريجي للأوامر من اختصاصي المعالجة. ليس هناك طريقة علاج مثالية متفق عليها للعلاج لاختلاف كل حالة عن الأخرى، لكن الجلسات العلاجية المتتالية تبقى الأفضل مع دعم العائلة والأصدقاء. لأن كل شخص يستجيب للعلاج بطريقة مختلفة عن الآخر، بعض المرضى سيتحسنون بشكل ملحوظ بينما الآخرون يظهرون تحسناً أقل. الهدف الرئيسي من العلاج هو علاج التخطيط الحركي للكلام وليس مستوى الصوت.

## توقعات سير المرض
يختلف مسار مرض العمه في كل مريض، حيث يتحسن بعض المرضى تحسنُا واضحًا بالعلاج في حين أن البعض لا يرى إلا تحسناً قليلاً جدًا. قد يستفيد بعض مرضى العمه من الأجهزة التي تساعد على الاتصال، لكن الكثير منهم أصبحوا غير قادرين على الاستقلال. ويجب على المرضى الذين يعانون من عمه المشية أوعمه حركة الأطراف تجنب النشاطات التي يمكن أن تتسبب في إصابات لهم أو لغيرهم.
المداواة بالإنشغال والعلاج الطبيعي والمعالجة باللَعِب تُعتبر وسائل فعالة لمساندة ودعم المريض ويشكلون فريقًا متكاملًا لعلاج تعذر الأداء بالاشتراك مع اختصاصي علم أمراض اللغة والكلام. الأشخاص الذين يعانون من تعذر الأداء الطرفي لديهم مشاكل في توجيه تحركاتهم لذلك من الصعب معالجة تعذر الأداء لديهم الحاصل بسبب سكتة أو إصابة الدماغ. ليس هناك دواء فعّال لعلاج تعذر الأداء.

## قراءات أخرى
- Fish, Margaret; "Here's How to Treat Childhood Apraxia of Speech, Second Edition". San Diego: Plural Publishing, Inc., 2015.
- Kasper, D.L.; Braunwald, E.; Fauci, A.S.; Hauser, S.L.; Longo, D.L.; Jameson, J.L.. Harrison's Principles of Internal Medicine. New York: McGraw-Hill, 2005. ISBN 0-07-139140-1.
- Manasco, H. (2014). Introduction to Neurogenic Communication Disorders. Jones & Bartlett Publishers.

## روابط خارجية
- Acquired Apraxia of Speech: A Treatment Overview
- Apraxia: Symptoms, Causes, Tests, Treatments
- GettingTheWordOutOnApraxia.com: A Community for Parents of Children with Apraxia